# Championnats du monde juniors de ski alpin 2026
Navigation
Tarvisio 2025 Édition suivante
La 45e édition des Championnats du monde juniors de ski alpin se déroulera du 5 au 15 mars 2025 à Narvik en Norvège.
Onze épreuves y seront organisées : cinq épreuves individuelles masculines et féminines, et une épreuve par équipes mixtes.

## Désignation
La FIS a attribué l'organisation de ces championnats à Narvik. 
Narvik avait déjà organisé ces championnats en 2020, mais ils avaient été stoppés après 6 épreuves sur 11, en raison de la pandémie de maladie à coronavirus.

## Podiums

### Hommes
| Épreuves                   | Or | Argent | Bronze |
| -------------------------- | -- | ------ | ------ |
| Descente / /2026           |    |        |        |
| Super G / /2026            |    |        |        |
| Slalom géant / /2026       |    |        |        |
| Slalom / /2026             |    |        |        |
| Combiné par équipe / /2026 |    |        |        |

### Femmes
| Épreuves                   | Or | Argent | Bronze |
| -------------------------- | -- | ------ | ------ |
| Descente / /2026           |    |        |        |
| Super G / /2026            |    |        |        |
| Slalom géant / /2026       |    |        |        |
| Slalom / /2026             |    |        |        |
| Combiné par équipe / /2026 |    |        |        |

### Team Event
| Épreuves                   | Or | Argent | Bronze |
| -------------------------- | -- | ------ | ------ |
| Par équipes mixtes / /2026 |    |        |        |

## Tableau des médailles
| Rang | Nation | Or | Argent | Bronze | Total |
| ---- | ------ | -- | ------ | ------ | ----- |
| 1    | -      | 0  | 0      | 0      | 0     |

## Classement du trophéeMarc Hodler
Ce Trophée permet de classer les nations en fonction des résultats (par top 10) et détermine les futures places allouées aux nations en catégories juniors. 